# Лиляна Минкова
Лиляна Тодорова Минкова е българска литературна историчка, преводачка от няколко езика и изследовател на българо-руските и българо-украинскитe литературни връзки през XIX век. Тя е сред най-авторитетните учени, посветили се на преводната литература през епохата на Българското възраждане и на българския културен кръг в Москва.

## Биография
Родена е на 29 август 1932 г. в София. Осиновена е от вдовицата на бележития български и руски просветен деец Тодор Минков, пристигнала в България след 1925 г. През 1952 г. завършва гимназия „Пенчо П. Славейков“ в София. През 1956 г. се дипломира в Софийския държавен университет, Факултет по славянски филологии, специалност „Руска филология“ и започва научната си дейност като редовен аспирант в Института за литература, секция по Руска литература. През 1969 г. става кандидат на филологическите науки (днес доктор по филология) с дисертация на тема „Любен Каравелов и украинската литература“.
Работила е в Софийски университет „Св. Климент Охридски“ като хоноруван асистент по руска класическа литература в периода 1958 – 1960 г., а от 1961 г. – на различни академични длъжности в Институт за литература при БАН, Секция по сравнително литературознание. От 1994 г. е старши научен сътрудник I степен. Автор е на книги и множество научни статии и студии.
Преводач е на класически руски произведения като „Майстора и Маргарита“, „Театрален роман“, „Животът на господин дьо Молиер“, „Зойкина квартира“, „Бялата гвардия“ и други произведения на Михаил Булгаков, „Дванайсетте стола“ на Илф и Петров и много други произведения на руската литература (от Николай Гогол, Фьодор Достоевски, Иван Бунин, Александър Куприн, Михаил Пришвин, Василий Шукшин), а също преводи от френски (Молиер, Алфред дьо Мюсе, Робер Ескарпи) и украински език.
За превода на романа „Дванайсетте стола“ Лиляна Минкова става носител на наградата „Христо Г. Данов“ (2005).
През януари 2016 г. проф. Лиляна Минкова лично дарява на Нов български университет своите архиви.

## Награди и отличия
Носител е на ордените „Св. св. Кирил и Методий“ І степен (1982) и „Дружба народов“ (1988).

### Изследвания
- О. М. Бодянски и Българското възраждане. София: БАН, 1978
- Български възрожденци в Русия. София: Карина-Мариана Тодорова, 2005, 352 с. ISBN 954-315-031-1
- Ръкопис на Константин Миладинов в архива на Измаил Срезневски (2009; съавтор Лучия Антонова-Василева)
- Захари Княжески – един от първите. София: Фама, 2012, 192 с. ISBN 978-954-597-437-3